# Freeform (Apple)
Freeform — це програма для цифрових дошок, розроблена Apple для пристроїв macOS, iOS і iPadOS, вперше представлена під час Всесвітньої конференції розробників 2022 року  та офіційно запущена 13 грудня 2022 року разом із iOS 16.2, iPadOS 16.2 і macOS 13.1.  Це дозволяє користувачам створювати нескінченно масштабовані полотна, які називаються «дошками», які можуть відображати ряд вхідних даних, включаючи текстові нотатки, фотографії, документи та веб-посилання.  У версіях програмного забезпечення для iOS і iPadOS також є різноманітні інструменти для пера та пензля, які дозволяють користувачам додавати ескізи чи рукописний текст на свої дошки, подібно до інструментів, доступних у програмі Notes, які сумісні з Apple Pencil. 
Програма створена для стимулювання мозкового штурму та забезпечення співпраці між користувачами в реальному часі з підтримкою синхронізації FaceTime та iCloud. 